# 凱斯·哈林
凱斯·哈林（英語：Keith Haring，1958年5月4日—1990年2月16日），美国新波普艺术家，活跃于20世纪80年代。基思的作品与传统画作有很大不同，简单直接，往往反复重复几种图案，内容常常是卡通式的。簡筆人、婴儿、狗、飞碟、电视和图形经常出现于他的画中。画中的颜色最初为三原色，后来虽有增加但仍为基本颜色。
哈林最早是街头涂鸦画家，电线杆、水泥柱、广告牌、指示牌都成为他作画的画布，而画笔则从铅笔到喷漆罐、刷子都有，随处拈来。他的雕塑也多种多样，从纸糊到玻璃纤维都有。另外，他还设计了大量海报。表演艺术亦是他涉足的领域。

## 生平
1958年5月4日基思·艾伦·哈林出生於宾夕法尼亚州雷丁市的一家社区医院，当时父亲艾伦正于日本服役。10个月后父亲回国，在加州居住了16个月，在基思3岁时他们回到宾州。艾伦擅长画卡通，基思小时候他教他画线和圆圈。基思小时候就喜欢搜集卡通，6岁时作过《小丑》这样的蜡笔画。他喜欢画狗，11岁就能在父亲指导下拼装音响。他还能在离自己家四条街道的祖母家接触到《生活》、《展望》等杂志。12岁时，小哈林开始画一些宗教符号。他短暂的参加过童军，15岁时开始接触毒品。基思有3个妹妹，大的两个都与他十分疏远，只有小妹与他亲近。:15-18
凱斯在19歲時搬至紐約市居住，並於紐約視覺藝術學院就學，作品帶有濃厚的普普藝術風格；他最早期的作品約於1980年創作，當時他在紐約地鐵的車站中，尋找黑色的海報待貼處，使用白色粉筆塗鴉，多為粗輪廓線，單色、空心的抽象人物、動物等圖案，他的作品經常猶如某種複雜花紋，伴隨各式圖案充滿整個構圖，往往沒有透視或寫實的肌理，但具有許多象徵性的情境，如吠叫的狗，跪趴著的小人等。
短期之內，凱斯·哈林的作品就在紐約藝術界傳開名聲，1983年美國哥倫比亞電視台採訪他在地鐵站塗鴉，以及被逮捕的現場狀況，使得他一夕間家喻戶曉，隨後在不斷的展覽與創作下，以塗鴉畫家之姿進入了博物館，作品價錢水漲船高。根據美國《新聞週刊》的報導，在1984年，凱斯·哈林的一張畫作「戴鱷魚面具的狗」可叫價至美金兩萬元，除此之外，他還受邀進行許多博物館的行動繪畫創作。1985年，法國國立當代美術館及荷蘭國立美術館為他舉辦了專題展。1986年，他在紐約蘇活區開了一家販賣自己作品的雜貨店，名為「Pop Shop」。
1988年，他發現自己罹患愛滋病，凱斯开始积极地以作品提醒青年人安全性行为，以及防止AIDS蔓延的宣传的活动中；1989年，凱斯哈林基金會成立，主要目的在於AIDS治疗的研究项目和促進兒童福利規劃的规划项目。1990年哈林因愛滋病併發症於紐約病逝，年僅31歲。他的畫作成為20世紀醒目的視覺藝術代表之一。

## 延伸阅读
- 鍾明德著，《紐約檔案》，書林出版社出版，ISBN 9575860047
- Alexandra Kolossa，《Haring》(2004)，Taschen GmbH，德國科隆，ISBN 3-8228-3145-X。

## 外部連結
- 凱斯哈林官方網站 （页面存档备份，存于）
- 凱斯哈林兒童基金會 （页面存档备份，存于）
- 凱斯哈林的繪畫作品 （页面存档备份，存于）
- 不老的涂鸦—纪念涂鸦大师凯斯·哈林 - 《信息时报》